# 海埔 (高雄市)
海埔，是臺灣高雄市湖內區的一個傳統地域名稱，位於該區中部略偏西北，並由該區北部邊界延續至西南部邊界。相較於今日行政區，其範圍大致包括劉家里不含南部東側凸出部分及西北端、海山里西北半部、大湖里西北端凸出部分、田尾里西部南側凸出部分、海埔里不含北部西側凸出部分的東北端、公館里不含西部中央凸出部分、太爺里不含北端及東端，以及因二仁溪河道變遷而改劃至臺南市仁德區中洲里北半部西南端。

## 歷史
台灣日治初期，海埔地區為一（舊制）街庄，稱為「海埔庄」，隸屬於文賢里。昔日該庄北隔二層行溪（今二仁溪）與二橋庄、中洲庄為界，東與大湖庄、湖內庄為鄰，南邊為崎漏庄，西邊為頂茄萣庄、圍仔內庄。
1901年（日治明治三十四年）11月，全台設置二十廳，該庄隸屬於鳳山廳。1903年（明治三十六年）6月，該庄編入「圍仔內區」，隸屬於鳳山廳。1909年（明治四十二年）10月，合併二十廳為十二廳，圍仔內區改隸屬於臺南廳。1920年（大正九年），廢十二廳改設五州二廳，該庄改制為「海埔」大字，隸屬於高雄州岡山郡湖內庄（新制街庄）。
戰後湖內庄改制為湖內鄉，隸屬於高雄縣，大字亦改制為村。1950年3月10日，湖內鄉一分為二，本地區仍隸屬於湖內鄉。同年10月1日，高、屏分治，湖內鄉仍隸屬於高雄縣。2010年12月25日，因高雄縣市合併為新直轄市高雄市，湖內鄉改制為湖內區，村亦改制為里。

## 聚落
本地區發展較早的聚落有太爺、公館、拔仔林、中厝、下厝、海埔、劉厝等，在日治期初期的官方地圖上已有記載。

## 交通
省道台1線又稱「縱貫公路」，是臺北至屏東縣楓港的傳統平面幹道，經過本地區東北部。由該道路北行可前往臺南市仁德區、南區/東區邊界、東區、永康區等地，南行可前路竹區、岡山區、橋頭區、楠梓區等地。
省道台17甲線是臺南市安南區至高雄市湖內區湖內橋的平面幹道，經過本地區海埔聚落。由該道路北行可前往茄萣區東北端、臺南市南區、中西區、北區、安南區，並止於新吉五路路口，可銜接國道8號；南行可前往崎漏地區東南部，並止於省道台17線轉角暨省道台28線起點路口。
區道高2線是湖內至太爺的道路。
區道高2-1線是太爺至劉厝的道路。
區道高4線是圍仔內至田尾的道路。
區道高4-1線是上崙至太爺的道路。
區道高6線是海埔至田尾的道路。

## 學校
- 湖內國中
- 海埔國小
- 明宗國小（東半部，西半部位於圍子內地區境內）